# Гей, на лінкорі!
«Гей, на лінкорі!» — одна з трьох новел в складі радянського кіноальманаху «Місток» (інші новели «Місток», «Сержант»). Середньометражний фільм 1985 року — дебют режисера Сергія Снєжкіна.

## Сюжет
Незважаючи на різний вік, характери і звички, випадкові сусіди по палаті ленінградського військового госпіталю стають хорошими друзями.

## У ролях
- Ролан Биков — Семен Лукич
- Михайло Матвєєв — головна роль
- Ігор Струнін — епізод
- Вахтанг Панчулідзе — епізод
- Любов Тищенко — епізод
- Євген Гвоздьов — епізод
- Микола Муравйов — епізод

## Знімальна група
- Автор сценарію: Валерій Мнацаканов
- Режисер: Сергій Снєжкін
- Оператор: Валерій Мартинов
- Художник: Марксен Гаухман-Свердлов
- Композитор: Сергій Баневич
- Звук: Аліакпер Гасан-заде
- Монтаж: Тамара Ліпартія